# 水蔗草属
水蔗草属（学名：Apluda）是禾本科下的一个属，为多年生、分枝、披散草本植物。该属仅有水蔗草（Apluda mutica）一种，分布于马达加斯加至大洋洲。

## 下属物种
- 水蔗草 Apluda mutica